# Ubisoft Connect
Ubisoft Connect (voorheen Uplay) is een online distributieplatform ontwikkeld door Ubisoft ter distributie van computerspellen. De meeste spellen op Ubisoft Connect zijn exclusief voor deze service en om deze te spelen moet de speler het spel hebben geactiveerd op Ubisoft Connect.
Op het moment zijn alle spellen verkrijgbaar op Ubisoft Connect titels ontwikkeld en/of uitgegeven door Ubisoft. Echter vermeldde Ubisoft begin 2013 dat het spellen van andere producenten zou gaan toelaten tot zijn service om zo ook de concurrentie aan te gaan met het distributieplatform van Valve Corporation, Steam.
In oktober 2020 werden Uplay en Ubisoft Club samengevoegd tot Ubisoft Connect.